# 金牛座RV型變星
金牛RV型變星是超巨星變星，它们表現在亮度上的變化與徑向上的脈動變化息息相關，在亮度上的變化也與光譜型有關。當它们變亮時，恆星的光譜類型是F到G，而當變暗時，光譜會變成K或M。亮度變動的週期通常是30至150天，並且有主極小和次極小交替出現的行為，光度的極大度和極小值在亮度上可以相差到4星等。金牛RV型變星有分成兩種類型的4個子分類：
- RVa型變星：這一類型的金牛RV型變星的平均光度不變。
- RVb型變星：這一類型的金牛RV型變星的平均光度會呈現周期性的變化，使它們的極大光度和極小光度在600至1,500天的時間尺度上變動。

這種變星的原型，金牛座RV是一顆RVb型變星，它的光度變化在+9.8和+13.3等之間，有規律的週期是78.7天。
金牛座RV是一顆前-AGB天體，這類天體通常是聯星，並且可能有一個狹窄的星塵盤。